# Kleisthaus

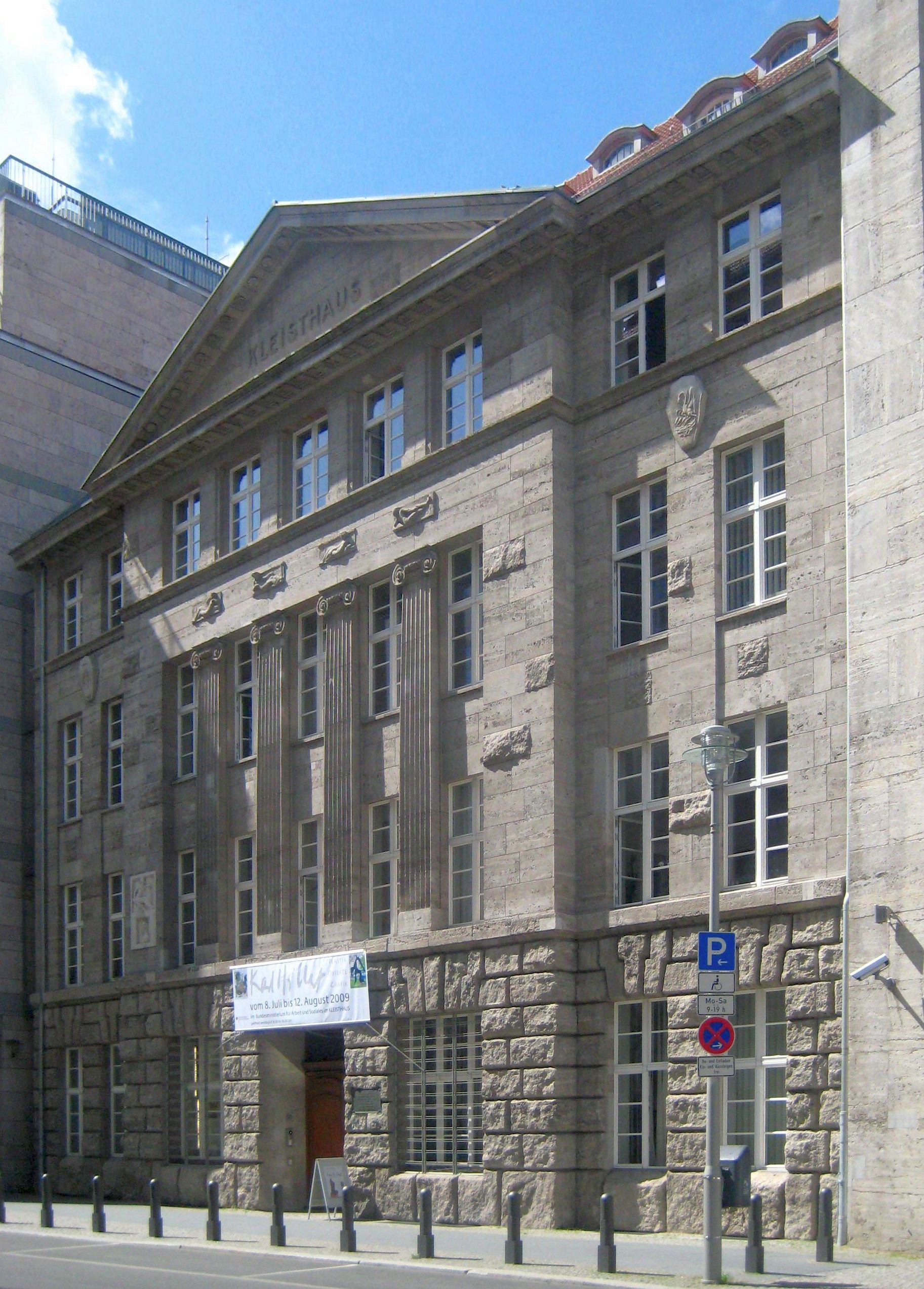
Kleisthaus in der Mauerstraße in Berlin-Mitte

Das Kleisthaus ist ein denkmalgeschütztes Bauwerk in der Mauerstraße 53 in Berlin-Mitte.

## Geschichte
Das Kleisthaus wurde im Jahr 1912 vom Architekten Bodo Ebhardt als Sitz der Bankgesellschaft von der Heydt entworfen. Ebhardt gilt als einer der erfolgreichsten Architekten Deutschland um die Jahrhundertwende. Der Name des Gebäudes erinnert an Heinrich von Kleist, der von 1810 bis zu seinem Suizid im November 1811 im Vorgängerbau eine Wohnung anmietete. Das heutige Kleisthaus wurde bis 1936 von der Bankgesellschaft genutzt, anschließend zog die Deutsche Landesbankenzentrale ein, die dort bis 1942 residierte. Im Jahr 1943 übernahm das benachbarte Reichsministerium für Volksaufklärung und Propaganda das Gebäude. Nach dem Zweiten Weltkrieg wurde das Haus u. a. durch das Deutsche Rote Kreuz genutzt, um Flüchtlingen Unterschlupf zu gewähren. Danach folgte eine lange Leerstandsphase. Nach einem Umbau von 1997 bis 2000, bei dem unter der Federführung des Architekten Josef Paul Kleihues der Hof erdgeschossig überbaut und um eine Fensterachse verkürzt wurde, zog schließlich das Bundesministerium für Arbeit und Soziales ein.
Seit März 2001 ist das Kleisthaus Sitz des Beauftragten der Bundesregierung für die Belange behinderter Menschen. Es fungiert als Kultur- und Begegnungsstätte für Menschen mit und ohne Behinderung.

## Architektur

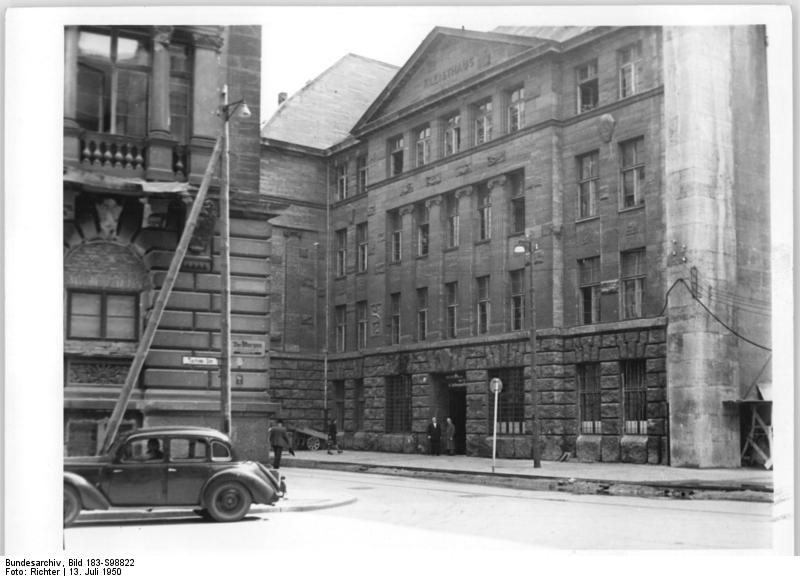
Das Kleisthaus 1950

Das neoklassizistische Gebäude besitzt einen markanten Mittelrisalit, der durch Pilaster gestützt wird.  Die Fassade ist mit Muschelkalk verkleidet und mit Reliefs des figürlichen Bildhauers Georg Kolbe verziert. Eines zeigt Kleist, ein anders eine Amazone. Über dem Eingang ist das Stammwappen der Familie von der Heyd angebracht. Das Erdgeschoss ist mit Bossenwerk ausgestaltet.

## Verkehr
Die Anbindung des Kleisthauses an öffentliche Verkehrsmittel erfolgt durch die U-Bahn-Linie U6 und U2 mit den Haltestellen Stadtmitte oder Mohrenstraße. Eine Anfahrt ist auch mit der U5 möglich (Haltestelle Brandenburger Tor).